# Michalok
Michalok (deutsch auch Michalock, ungarisch Felsőmihályi – bis 1907 Mihalkó) ist eine Gemeinde im Osten der Slowakei mit 278 Einwohnern (Stand 31. Dezember 2024), die im Okres Vranov nad Topľou, einem Teil des Prešovský kraj liegt und zur traditionellen Landschaft Zemplín gehört.

## Geographie
Die Gemeinde befindet sich am südlichen Rande der Niederen Beskiden, genauer am Rande des Berglands Ondavská vrchovina, am oberen Verlauf des Baches Čičava. Das Ortszentrum liegt auf einer Höhe von 256 m n.m. und ist 12 Kilometer von Vranov nad Topľou entfernt.

## Geschichte
Michalok wurde zum ersten Mal 1287 als Myhaly (andere Quellen geben erst 1363 als Myhalkfalua) schriftlich erwähnt.
1787 zählte man 42 Häuser und 361 Einwohner, 1828 50 Häuser und 366 Einwohner. Haupteinnahmequelle war und ist Landwirtschaft.
1899 ließen sich hier deutsche Bauern aus der Gegend von Tachau in Böhmen nieder. Sie waren gelernte Zimmerleute, viele arbeiteten im Quecksilberbergwerk im benachbarten Merník. 1944 wurden die deutschen Einwohner vertrieben.
Bis 1918 gehörte der im Komitat Semplin liegende Ort zum Königreich Ungarn und kam danach zur Tschechoslowakei beziehungsweise heute Slowakei.

## Bevölkerung
| Jahr                | 1994 | 2004    | 2014    | 2024    |
| ------------------- | ---- | ------- | ------- | ------- |
| Anzahl der Personen | 352  | 336     | 306     | 278     |
| Unterschied         |      | −4,54 % | −8,92 % | −9,15 % |

| Jahr                | 2023 | 2024    |
| ------------------- | ---- | ------- |
| Anzahl der Personen | 288  | 278     |
| Unterschied         |      | −3,47 % |

Nach der Volkszählung 2011 wohnten in Michalok 320 Einwohner, davon 307 Slowaken. 13 Einwohner machten keine Angabe. 190 Einwohner bekannten sich zur römisch-katholischen Kirche, 107 Einwohner zur evangelischen Kirche A. B., acht Einwohner zur griechisch-katholischen Kirche und ein Einwohner zur reformierten Kirche. Bei 14 Einwohnern ist die Konfession nicht ermittelt.
Ergebnisse nach der Volkszählung 2001 (342 Einwohner):
| Nach Ethnie: - 99,71 % Slowaken - 0,29 % Tschechen | Nach Konfession: - 62,28 % römisch-katholisch - 34,80 % evangelisch - 2,92 % griechisch-katholisch |

## Bauwerke
- römisch-katholische Kirche Maria vom Rosenkranz im barocken Stil aus dem Anfang des 18. Jahrhunderts
- evangelische Kirche